# سوما باي
سوما باي هو منتجع سياحي علي ساحل البحر الأحمر في مصر ويبعد 45 كيلومترا جنوب مطار الغردقة الدولي.
يبلغ مساحة المنطقة المحيطة بالمنتجع نحو 10 ملايين متر مربع وهي منطقة شبه جزيرة سوما باي التي تحاط بشكل شبه كامل بمياه البحر.
توجد عدة ميزات في سوما باي من بينها رياضات الغوص ومجموعة المنازل و فيلات سوما باي المطلة علي الشاطئ ومواقع مختلفة للشعب المرجانية ويضم المنتجع خمسه مواقع رئيسية (شيراتون وكاسادس جولف ريزورت ونادي روبينسون وفندق كمبنيسكي ومنتجع برايكرز ديفينج) أيضا يوجد مساحات كبيرة لنادي الجولف بالمنتجع والذي توجد به 18 حفرة وتوجد به أكاديمية الجولف والذي استضاف عدة بطولات للعبة نظم بعضها «جاري بلاير» لاعب الجولف المحترف من جنوب أفريقيا، تتوفر بالنادي أماكن للاستجمام والصحة المعروفة باسم "Spa" وعدة ألعاب مائية منها مايعرف ب" Kitesurfing " والتي تعتمد علي قوة الرياح.

## مواضيع متعلقة
- ريفييرا البحر الأحمر

## وصلات خارجية
- سوما باي، الموقع الرسمي
- Soma Bay in Wikivoyage